# Witte cotinga
De witte cotinga (Carpodectes hopkei) is een zangvogel uit de familie Cotingidae (cotinga's). Deze vogel is genoemd naar zijn ontdekker, de Duitse verzamelaar Gustav Hopke.

## Verspreiding en leefgebied
Deze soort komt voor van zuidwestelijk Panama tot noordwestelijk Ecuador.

## Status
De grootte van de populatie is in 2019 geschat op 20.000-50.000 volwassen vogels. Op de Rode lijst van de IUCN heeft deze soort de status niet bedreigd.